# Министерство спорта и молодёжной политики Ирана
Министерство спорта и молодёжной политики Исламской Республики Иран (перс. وزارت ورزش و جوانان جمهوری اسلامی ایران‎) — государственный орган исполнительной власти Исламской Республики Иран, осуществляющий функции по выработке и реализации государственной политики и нормативно-правовому регулированию в сфере спорта, физического воспитания и молодёжной политики.

## История
Министерство спорта и молодёжной политики Исламской Республики Иран было создано 29 декабря 2010 года путём объединения Организации физического воспитания Ирана и Национальной молодёжной организации.

## Руководство
Министерство спорта и молодёжной политики возглавляет министр спорта и молодёжной политики, назначаемый на должность Меджлисом по представлению Президента Ирана.
С 1 ноября 2016 года пост занимает Масуд Солтанифар.

## Функции Министерства
Министерство осуществляет функции по выработке и реализации государственной политики и нормативно-правовому регулированию в сфере спора, физического воспитания и молодёжной политики с целью:
- физического воспитания и повышения морального духа народа.
- развития и популяризации спорта и координации деятельности государственных органов по физической культуре и рекреации.
- создания спортивных учреждений и сооружений с целью дальнейшего развития и продвижения спорта высших достижений.
- осуществления молодёжной политики.
- содействия физическому, духовному и нравственному развитию детей и молодёжи.
- оптимального использования талантов и способностей молодого поколения.

## Структура Министерства
В состав Министерства входят:
- Департамент культурных и образовательных программ
- Департамент молодёжной политики
- Департамент нормативно-правового обеспечения
- Департамент развития женского спорта
- Департамент развития профессионального спорта
- Департамент развития человеческих ресурсов

## Подведомственные организации
Министерству подчиняются организации:
1. Национальный Олимпийский комитет Ирана
2. Национальный Паралимпийский комитет Ирана
3. Национальная Олимпийская академия Ирана
4. Федерация атлетики
5. Федерация бокса
6. Федерация карате
7. Федерация конного спорта
8. Федерация спортивной борьбы
9. Федерация стрелкового спорта
10. Фонд поддержки чемпионов и ветеранов спорта
11. Компания по строительству и эксплуатации спортивных сооружений